# Black Night (canción de Stratovarius)
«Black Night» es la tercera canción del disco Fright Night de Stratovarius. Esta es una de las canciones más duras y crudas de Stratovarius, optando por un sonido parecido al de Megadeth y Gamma Ray, algo que cambiaría con el pasar de los años.[cita requerida] Salió bajo el sello CBS Finland en 1989.

## Listado de canciones
1. «Black Night» - 3:43
2. «Night Screamer» - 4:48

## Personal
- Timo Tolkki - Voz, guitarra
- Jyrki Lentonen - Bajo
- Tuomo Lassila - Batería, percusión